# Millom Castle
Millom Castle er en middelalderlig fæstningsbygning, der står i Millom, Cumbria, England. De ældste dele går tilbage til 1100-tallet, mens det store tårn er opført i 1500-tallet eller begyndelsen af 1600-tallet.
Det er en listed building af første grad og et scheduled ancient monument.